# Фабрега, Хосе де
Хосе Педро Антонио Мария дель Кармен де Фабрега и де лас Куэвас (исп. José Pedro Antonio María del Carmen de Fábrega y de las Cuevas, 19 октября 1774 — 11 марта 1841) — южноамериканский военный и политический деятель, названный Симоном Боливаром «освободителем Перешейка» (исп. Libertador del Istmo).

## Биография
Родился в 1774 году в городе Панама, его родителями были дон Карлос де Фабрега из Сеуты и донья де лас Куэвас-и-Альварес из Кастилии. В 1778 году скончался отец, и восемь лет спустя мать повторно вышла замуж — за дона Каетано Хименеса. Ещё когда мальчику было три года, отец смог выправить ему лицензию, позволяющую стать кадетом. Впоследствии Хосе де Фабрега сделал военную карьеру, став в 1797 году лейтенантом, в 1812 году — капитаном милиции, в 1815 году — подполковником, а в 1821 году — полковником национальной армии Королевства Испания.
17 мая 1814 года король сделал Фабрегу военным и политическим губернатором Сантьяго-де-Верагуаса. В 1821 году на Панамский перешеек прибыл последний вице-король Новой Гранады — Хуан де ла Крус Моурхеон-и-Ачет. К тому времени повстанцы уже контролировали две трети территории вице-королевства. Пытаясь организовать контрудар, вице-король забрал почти всех солдат из гарнизона перешейка и отплыл в Кито; перед отъездом он временно передал Хосе де Фабреге власть на Перешейке, сделав его генерал-комендантом и губернатором Панамы.
Тем временем жители Панамского перешейка решили последовать примеру остальной Южной Америки. 10 ноября 1821 года жители городка Вилья-де-Лос-Сантос провозгласили независимость от Испании. 20 ноября Хосе де Фабрега собрал в городе Панама представителей всех властных структур для обсуждения политической ситуации. Они решили провозгласить независимость Перешейка от Испании, и 28 ноября был подписан Акт о независимости Панамского перешейка. Революционеры обратились к Республике Колумбия с просьбой о вхождении в состав страны, и с 9 февраля 1822 года в составе Республики Колумбия был образован Департамент Перешейка; его губернатором и генерал-комендантом стал Хосе де Фабрега, произведённый Боливаром в бригадные генералы.
В 1830—1831 годах произошёл распад страны. 9 июля 1831 года полковник Хуан Элихио Альсуру решил последовать примеру Венесуэлы и Колумбии, и провозгласить независимость Перешейка; Фабрега был изгнан, но сумел уговорить капитана судна высадить его в Монтихо, и начал борьбу против Альсуру. Сформировав войска в Сантьяго-де-Верагуас, он 15 августа выступил на город Панама. 25 августа его войска объединились с войсками Томаса Эрреры и нанесли поражение войскам Альсуру.
В 1832 году Хосе де Фабрега вернулся в Сантьяго-де-Верагуас и оставался его губернатором вплоть до 1835 года. В 1837 и 1838 годах избирался сенатором Национального Конгресса Республики Новая Гранада.